# الدعم الجوي التكتيكي
شركة الدعم الجوي التكتيكي ( تاتيكال أير ) هي شركة مقاولات دفاعية أمريكية يقع مقرها الرئيسي في رينو ، نيفادا في مطار رينو-ستيد . بعض موظفيها هم من مدرسة أسلحة المقاتلات السابقة وقادة العمليات والمدربين و/أو طياري الاختبار المتخصصين في الدعم الجوي التكتيكي المتقدم.  تقدم تاتيكال أير خدمات استشارية و خدمات جوية تجارية (بما في ذلك تدريب جيه تاك ومطاردة الطائرات بدون طيار والتدريب على الطيران والصيانة والخدمات اللوجستية ودعم الخصم) للقوات الأمريكية والقوات المتحالفة معها بطريقة مماثلة لمركز الضربة البحرية والحرب الجوية (NSAWC) ومدرسة أسلحة القوات الجوية الأمريكية .  تركز شركة تاك أير جلوبال، وهي شركة تابعة مملوكة بالكامل لشركة دعم تاتيكال أير .، على التدريب الدولي.  في عام 2013، بدأت تاتيكال أير في تقديم تدريب تنشيطي على طائرات أف-5 لقوات دفاع بوتسوانا.  

## أنظر أيضاً
- سرب المعتدي
- شركة Airborne Tactical Advantage
- دراكن الدولية
- أفضل الآسات
- رافن ايروسبيس

## روابط خارجية
- موقع الدعم الجوي التكتيكي